# Myopopone
Myopopone – rodzaj mrówek z podrodziny Amblyoponinae.
Należą tu dwa opisane gatunki:
- Myopopone castanea Smith, 1860
- †Myopopone sinensis Zhang, 1989